# Nyctinomops macrotis
El murciélago cola de ratón grande (Nyctinomops macrotis), también denominado murciélago coludo o de cola suelta grande y moloso de labios arrugados grande, es una especie de murciélago que se encuentra tanto en Norteamérica como en Sudamérica y América central.

## Distribución
Esta especie tiene una amplia distribución por todo el continente americano. Se puede encontrar en: Argentina, Bolivia, Brasil, Canadá (Columbia Británica), Colombia, Cuba, Ecuador, Estados Unidos (Arizona, California, Colorado, Kansas, Minnesota, Nevada, Nuevo México, Oklahoma, Texas y Utah), Guayana Francesa, Guyana, Haití, Jamaica, México, Perú, Paraguay, República Dominicana, Surinam, Uruguay y Venezuela.

## Importancia sanitaria
Esta especie es considerada como vector biológico de la rabia.